# Sendi Bar
 (mai 2024).
Sendi Bar (née le 5 avril 1976 à Tel Aviv) est une actrice et mannequin israélienne. Bar est apparu dans des publicités pour la bière Black and Wild, Milki et Isracart. Elle a posé pour les entreprises de mode Castro et Pilpel. Bar a commencé sa carrière d'actrice en 1996 dans la série télévisée Deadly Fortune, réalisée par Eran Riklis.

## Biographie
Elle est née Sandy Burns à Tel Aviv-Jaffa. Bar a été découverte en 1993 - à l'âge de 17 ans - par le photographe Adi Barkan, qui est devenu son agent personnel, puis son partenaire.
Au milieu des années 1990, elle rejoint l'armée et sert comme soldat au sein du MMA.

## Carrière

### En Israël
Bar pose pendant plusieurs années pour des marques de la mode israélienne, telles "Castro" et "Pilpel", sur des panneaux d'affichage géants, pour des catalogues, ainsi que de la publicité à l'échelle nationale. Elle participe à des publicités pour " Milky ", Isracard, Iroqua, bière Black & White, internet Bezeq.
Avec beaucoup de succès, elle publie en 1997 son calendrier de photos en collaboration avec Adi Barkan. Dans les années 1990, la femme soldat commence sa carrière d'actrice.
En 1996, elle participe au feuilleton israélien " Deadly Money ". En 1998 et 1999, elle participe à la série télévisée israélienne " Zebang! ", d'après les bandes dessinées de Zebang! Par Uri Pink, dans lequel elle représente l’image de Maya Shalit, Pam Fatal, un mannequin et la blonde "Queen of the Layer". En 1998, elle joue la belle Tamar dans " Hasamba " - une comédie musicale - aux côtés de l'acteur Aki Avni, qui interprète le personnage du commandant de Hasamba (Yaron Zehabi). À la fin des années 1990, elle fait partie de l'équipe d'orientation du programme "Summer on the Beach” sur la Chaîne 2.
En 2000, elle joue dans le drame israélien " Zinzana " du réalisateur Haim Buzaglo. La même année, elle rejoint l'équipe d'animation de la chaîne pour enfants, projet qui se poursuit l'année suivante. En 2002, Bar retourne en Israël pour participer au film " Kadma " d'Amos Gitai.  En 2004-2005, elle pose pour la campagne du réseau israélien de lunettes de soleil " Iruka " aux côtés du mannequin Dudi Blasser. En 2007, elle participe à une publicité sur les téléphones portables de Pelephone et, un an plus tard, à la publicité pour la laiterie " Milky " avec Aki Avni.
En 2009, elle apparaît dans le dernier épisode de la septième saison de la comédie israélienne "La vie n’est pas tout". En 2010, elle joue le rôle d'Iris dans la série israélienne Prisonniers de guerre et un an plus tard, elle est élue présentatrice de la chaîne de mode "Honigman".
En 2016, elle participe à la série de Ran Sarig (" Mesubach ") sur la Chaîne 10. La même année, elle joue dans le film "La Cambrioleuse" de Hagar Ben-Ashe.

### Aux États-Unis
En 2001, Bar quitte le pays et s'installe à Los Angeles avec son nouvel époux (Aki Avni) afin de développer sa carrière d'actrice aux États-Unis (parallèlement avec celle commencée en Israël).
En 2006, elle joue dans le film romantique "Sea of Dreams" tourné aux États-Unis et au Mexique. Le film raconte la vie d'une fille (Bar) dans un village de pêcheurs mexicain.
En 2007, elle joue dans la série télévisée américaine " Only "[style à revoir] .

## Vie personnelle
Le 1er mars 2001, elle épouse l'acteur Aki Avni. De leur union naît un fils en novembre 2004 à Los Angeles. En 2008, le couple rentre en Israël, puis divorce subséquemment.